# Parafia św. Stanisława Biskupa w Świętym Miejscu
Parafia pw. św. Stanisława Biskupa Męczennika w Świętym Miejscu – rzymskokatolicka parafia należąca do dekanatu przasnyskiego, diecezji płockiej, metropolii warszawskiej Kościoła katolickiego. Erygowana 12 września 1908 r. przez biskupa Juliana Nowowiejskiego. Kościół pw. Narodzenia NMP, drewniany, z przełomu XIX i XX w., wewnątrz łaskami słynący obraz Matki Boskiej Bartnickiej. W parafii odbywają się 3 razy w roku odpusty: na św. Stanisława, na Zielone Świątki (największy, na który przybywa najliczniejsza grupa pielgrzymów z sąsiednich parafii) i w dzień Matki Boskiej Siewnej.

## Rys historyczny

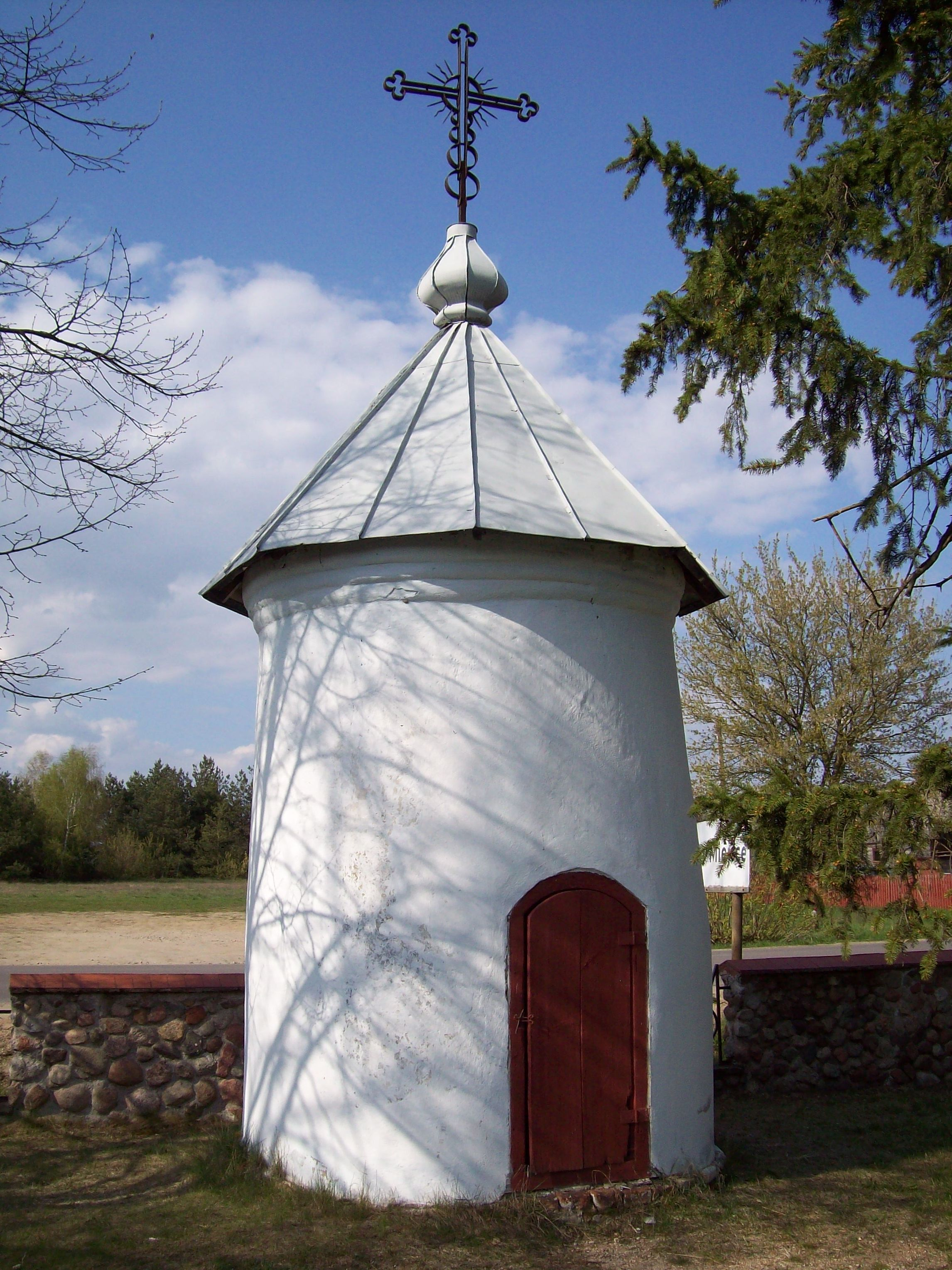
Murowana kapliczka-rotunda

Kapliczka-rotunda murowana, z XVIII w., wzniesiona według tradycji na miejscu objawień Matki Bożej. Wokół kościoła, na polanie murowane z kamienia polnego stacje drogi krzyżowej (inicjatywa byłego proboszcza ks. Jana Pakieły, budowa mieszkańców wszystkich wiosek należących do parafii). Pomniki: papieża Jana Pawła II i kardynała Aleksandra Kakowskiego. Ze Świętym Miejscem związany był przez okres dzieciństwa i młodości, pisarz i prozaik Edward Kupiszewski (był synem organisty). Z parafii pochodzą księża: Jan Maruszewski, Bronisław Czaplicki, Zdzisław Kupiszewski (brat pisarza).

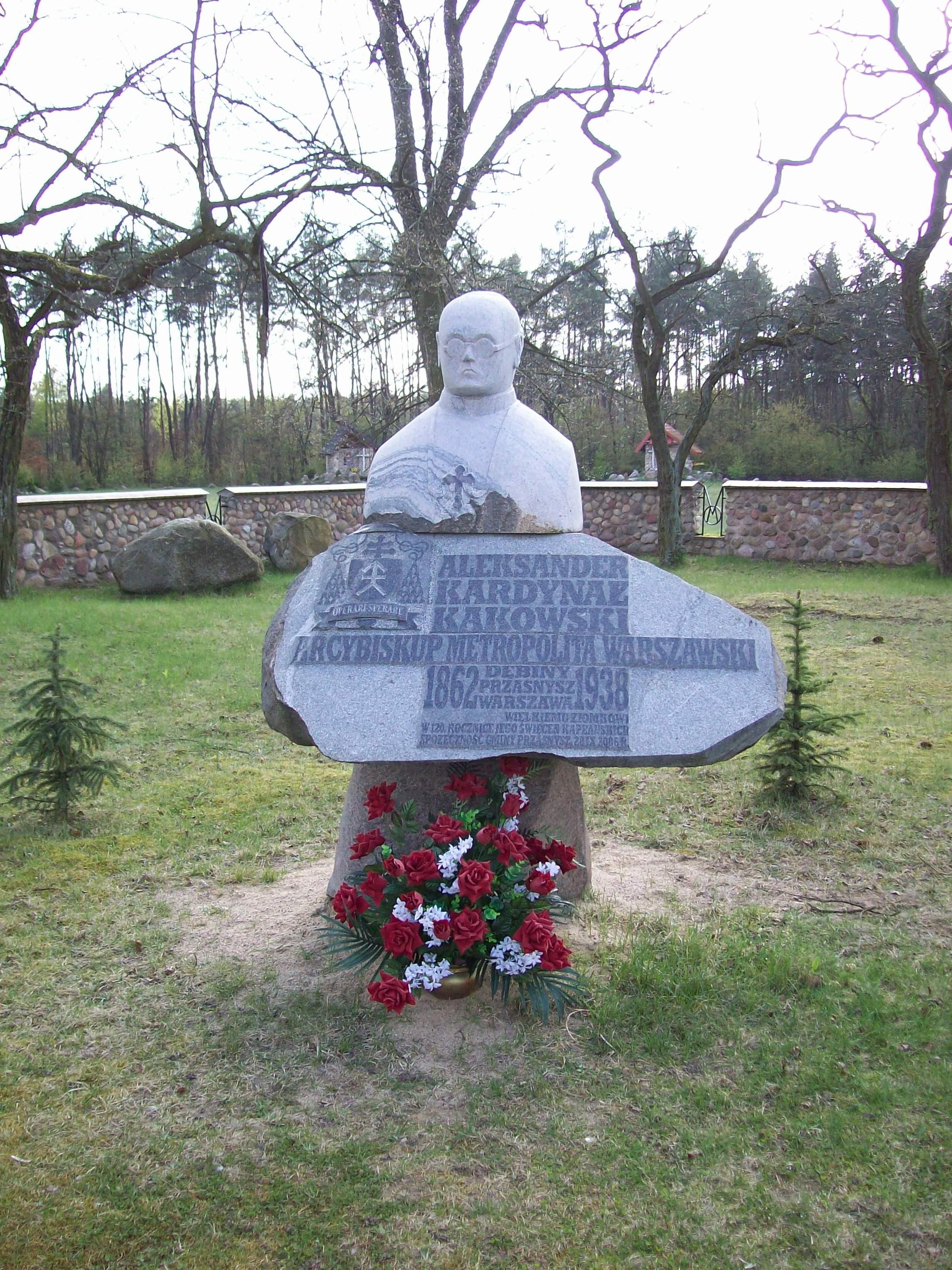
Pomnik kardynała Aleksandra Kakowskiego

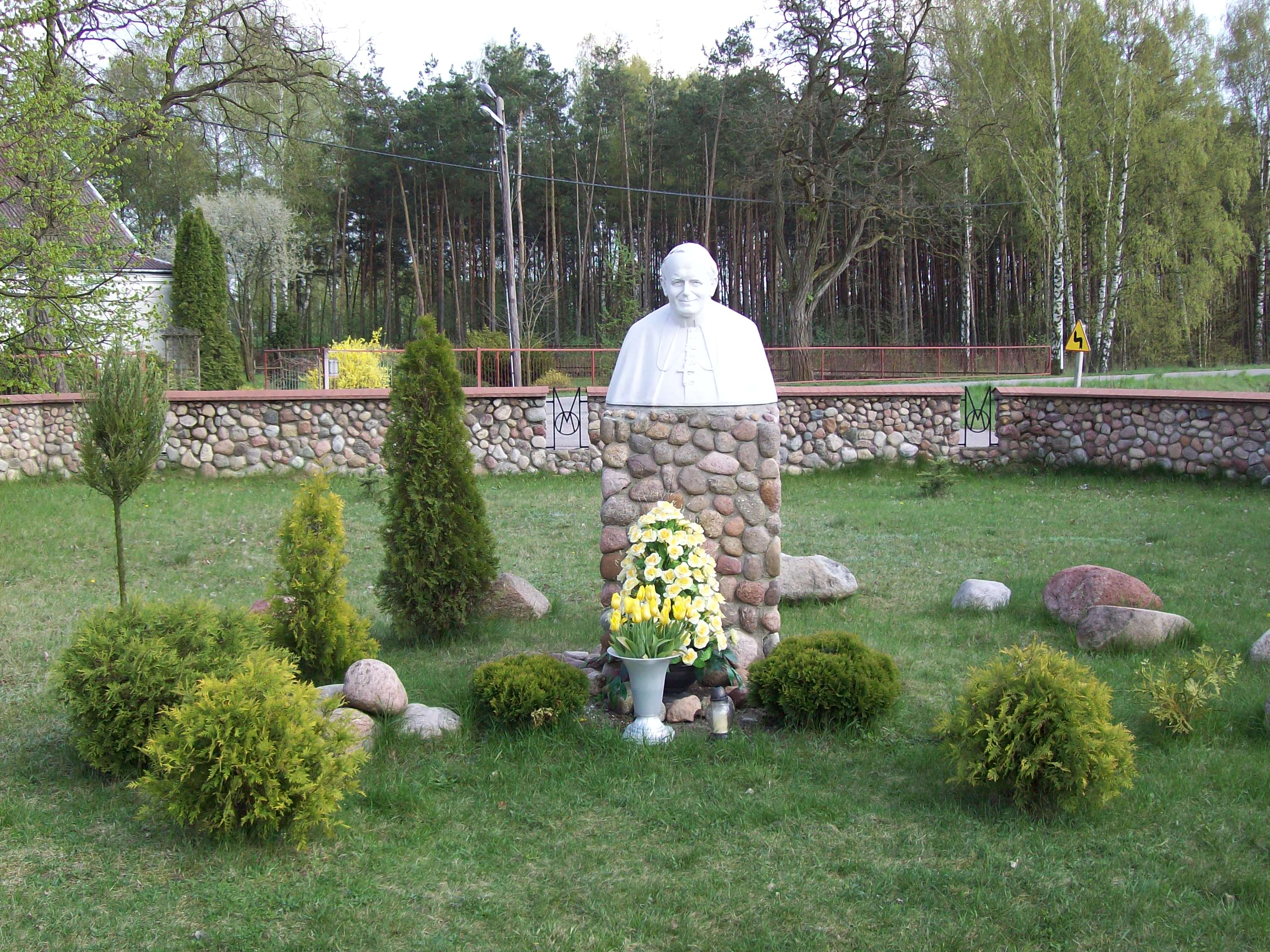
Pomnik Jana Pawła II

Według legendy krążącej po okolicznych miejscowościach w 1700 r. w koronie lipy we wsi Bartny Borek trzem dziewczynkom-pastuszkom objawiła się Matka Boska. W pobliżu lipy znajdowała się studnia, której woda miała cudowną moc i używano jej do celów leczniczych. Natomiast w miejscu objawienia zbudowano kapliczkę. Do miejsca tego licznie przybywali pielgrzymi. Po kilkudziesięciu latach woda straciła cudowną moc, kiedy to pewna kobieta utopiła w studni swoje dziecko. Na początku XX w. zbudowano drewniany kościół.

## Zasięg parafii

### Miejscowości i ulice
W granicach parafii znajdują się miejscowości:

- Cegielnia,
- Dębiny,
- Frankowo,
- Grabowo,
- Klin,
- Krępa Nowa,
- Stara Krępa,
- Kuskowo,
- Lipa,
- Obórki,
- Osówiec Kmiecy,
- Osówiec Szlachecki,
- Przejmy,
- Sątrzaska,
- Szla,
- Wyrąb Karwacki,
- Święte Miejsce.

## Szkic z dziejów parafii i cudownego obrazu w Świętym Miejscu
- Z historii Świętego Miejsca i okolic.

W rozległych borach przasnyskich oraz sąsiedniej Puszczy Zielonej niegdyś kwitło pszczelarstwo, sięgające najdawniejszych czasów. Było ono na tych terenach rozwinięte do tego stopnia, że ludzie, którzy się nim trudnili, czyli pszczelarze – bartnicy, byli taki liczni, iż dla obrony swych interesów i właściwego korzystania z dóbr, jakie przyroda im dawała, łączyli się w zgromadzenia, tworząc grupy i zespoły, a potem osobny zawód pszczelny – bartników. Zbieranie miodu barci i produkcja wosku była ich głównym zajęciem i źródłem utrzymania.
Znane było na tych terenach "prawo bartne przasnyskie", ustanowione w 1559 r. przez Krzysztofa Niszczyckiego, starostę przasnyskiego i ciechanowskiego. Bartnicy starostwa przasnyskiego, ciechanowskiego i łomżyńskiego tworzyli osobny związek i nazywali siebie „bractwem” bartnym. Ich przełożony – starosta bartny, wyznaczał miejsca w lesie na barcie, zbierał daniny dzierżawne do skarbu pana, pilnował robót aby nie niszczono borów ze szkodą dla dobra publicznego. W takich to lasach i borach, wśród uroczej niegdyś okolicy, w odległości 6 km. od Przasnysza leży wieś Bartniki nad rzeką Morawką. Nazwa wsi wskazuje, że była to kiedyś osada leśna, założona przez Mazurów trudniących się bartnictwem. Od początku swego istnienia, wieś ta wchodziła w skład parafii przasnyskiej, a w 1476 r. na mocy nadania książęcego pleban przasnyski pobierał z Bartnik i Oględzin pewną ilość zboża z łanu jako dziesięcinę kościelną. Za wsią Bartniki, znajduje się borek sosnowy, przez który prowadzi droga do Dębin. W tym borku, nazywanym niegdyś Bartnym Borkiem, a mającym około 4 włók, jest plac w kształcie rynku o powierzchni 4 morgów, na którym stoi obecnie drewniany kościół pod wezwaniem Narodzenia Najświętszej Marii Panny. Od niepamiętnych czasów Bartny Borek nazywano "Świętym Miejscem". Nazwa ta wzięła się stąd, że jak mówi z troskliwością przekazywana tradycja ustna, w tym miejscu przed wiekami na drzewie lipowym objawiła się Matka Boska. Na pamiątkę tych niezwykłych wydarzeń pobudowana została drewniana kaplica, gdzie rosła owa lipa, stanął ołtarz prawdopodobnie z obrazem Matki Boskiej. Wydarzenia miały miejsce w połowie XVII wieku. Najstarsze dokumenty z wizytacji parafii Przasnysz z początku tego wieku, zachowane w Archiwum Diecezjalnym w Płocku, nie wspominają o żadnym cudownym wydarzeniu na tym terenie. Nie zachowały się także inne protokóły tejże parafii z tamtych lat. Prawdopodobnie lud okoliczny nadal gromadził się na tym miejscu, uważając je za cudowne, w kaplicy pobudowanej przez Zielińskich, właścicieli Bartnik, przechowywany był wizerunek Marki Boskiej.
Trudno dziś powiedzieć, co było powodem, że ówczesny biskup płocki Andrzej Chryzostom Załuski (1692–1698) zabronił odprawiania w tej kaplicy wszelkich nabożeństw. Po kilkunastu latach jakiś pielgrzym, o którym trudno cośkolwiek powiedzieć, będąc w Rzymie wystarał się dla tejże kapicy o dwa odpusty, które mogły być obchodzone: 1) w drugi dzień Zesłania Ducha świętego, 2) w uroczystość Narodzenia Matki Boskiej (Matki Boskiej Siewnej). Dokumenty te otrzymały potwierdzenie biskupa płockiego Antoniego Sebastiana Dembowskiego (1737–1752), a wprowadził je w życie ówczesny proboszcz parafii przasnyskiej ks. Antoni Smosarski, on też pozostawił te dokumenty we dworze bartnickim dziedzicom Zielińskim.
Podczas wizytacji parafii przasnyskiej z 1753 r. wspomniano o kaplicy w Bartnym Borku (Świętym Miejscu), ale nie wiedziano już przez kogo ta kaplica została zbudowana. W kaplicy był jeden ołtarz z obrazem Matki Boskiej. Na cmentarzu przy Kaplicy znajdowała się studnia, obok okrągła dość wysoka murowana kolumna, na której umieszczona była figurka Matki Boskiej. Obok cmentarza okalającego kaplicę znajdowała się skarbonka, do której przychodnie i pobożni pielgrzymi mogli składać jałmużnę dla kwestarza tam mieszkającego. W pobliżu kaplicy stał domek dla pustelnika, ale już w 1753 r. jak podaje taż wizyta, nikt tam nie zamieszkiwał. Kaplica w Świętym Miejscu nie posiadała żadnych własnych funduszów, była kaplicą prywatną i pozostawała pod zarządem dziedzica wsi Bartniki. Z tego powodu często dochodziło do nieporozumień między dworem a plebanią w Przasnyszu.
W 1781 r. ks. M. Zakrzewski, dziekan przasnyski w protokóle wizytacyjnym napisał:
"Jest jeszcze kaplica w borach wsi Bartniki, lecz dla wielu nieprzyzwoitości, które zwykły się tam dziać, zakazane nabożeństwa na zawsze". Być może, trudności stwarzane przez dziedziców, brak należytej opieki i wyposażenia liturgicznego sprawiły, że następca ks. Smosarskiego, pleban przasnyski ks. Józef Długosz Poliwczyński (1781–1799), widząc to wszystko, tak tę sprawę naświetlił i zrelacjonował. Stan taki nie trwał zapewne długo, bowiem w zachowanej wizytacji parafii przasnyskiej odbytej w 1817 r. czytamy następujący zapis:
" Przy wsi Bartniki dziedziczonej wielmożnych Zielińskich na gruncie ich w Borku, w miejscu nazwanym Świętym Miejscem jest kaplica drewniana, szczupła beż żadnego funduszu, na którą corocznie dziedzice wyrabiają indult, lecz kapłana żadnego przy niej nie utrzymuje ani onej pod zarządzenie miejscowego proboszcza oddać nie chce, nawet indultu w Konsystorzu okazać plebanowi wzbraniają się. Bywa w tej parafii odpust trzy raz w roku: 1) na Stanisława – 8 maja, 2) na Zielone Świątki, 3) na dzień Narodzenia Najświętszej Marii Panny. Te się odbywają przez kapłanów z różnych miejsc sprowadzonych opuszczających własne parafie, którzy bardziej dla zysku niżeli w chęci spraw porządnie odprawiania nabożeństwa zgromadzają się, gdyż ani w trzeciej części lud przybyły, który czasem w liczbie przeszło 2000 bywa, mszy św. nie słucha, czego przyczyną jest szczupłość kaplicy, a druga nieład w uregulowaniu nabożeństwa".
Relacja ta jest rzeczywiście dość krytyczna. Napisał ją proboszcz i dziekan przasnyski Stanisław Smoliński, który od 1799 r. sprawował obowiązki duszpasterskie w tej parafii, najpierw jako wikariusz, a od 1814 r. jako proboszcz, a więc sytuację kaplicy w Świętym Miejscu znał dobrze. W tym samym czasie na terenie Świętego Miejsca były tylko dwa domy z 11 osobami, zaś wieś Bartniki z 28 rodzinami liczyła 160 katolików i 16 Żydów. W następnych latach powoli ludności przybywało i już w 1827 r. wieś Bartniki liczyła 31 domów i 223 mieszkańców. Dobra te jako własność Wandy Potockiej składały się ze wsi Bartniki i Dębiny oraz folwarków: Święte Miejsce, Polny Młyn, Wygoda, Karbówko, Wandolin, Wyrąb Karwacki i Kuskowa. Jedna z córek Zielińskiego, Wanda wyszła za Potockiego, który niebawem zbankrutował. Pośredni nabywca sprzedał las okalający Święte Miejsce, a pola folwarczne wynajął wojsku na ćwiczenia i obóz. Władze wojskowe zabroniły Żydom wycinać las i w ten sposób cześć go ocalała.
Od 1877 r. kaplicą w Świętym Miejscu zarządzał już proboszcz przasnyski, ks. Stanisław Czapliński. Pozostając na probostwie przasnyskim przez 37 lat, pozostawił po sobie wiele dobrych wspomnień za pracę administracyjno-gospodarczą i duszpasterską. On to między innymi w dniach 19-23 maja 1886 r. przyjmował biskupa Henryka Kossakowskiego, ówczesnego wikariusza kapitulnego, na wizytacji pasterskiej w Przasnyszu. Podczas tej wizytacji "w kościółku w Bartnym Borku odmówił biskup z kapłanami jutrznię i odśpiewał majowe nabożeństwo, w niedzielę zaś celebrował pontyfikalną sumę". Podczas tejże wizyty, w związku ze sprawdzaniem stanu budownictwa sakralnego, zapisano:
"Oprócz tych wymienionych jest jeszcze w parafii przasnyskiej kościółek drewniany w Bartnym Borku zwany jako Święte Miejsce, słynący według tradycji objawieniem Matki Boskiej"
Stan kaplicy był jednak zły; gdy władza świecka, zapieczętowała kościółek grożący ruiną, ówczesny wikariusz ks. Adolf Goździewski chciał wznieść nowy, murowany, lecz właściciel tego miejsca nie chciał dać placu. Dzięki jednak niezwykłej gorliwości i zapobiegliwości ks. Goździewskiego, a także kosztem dziedziców Bartnickich oraz okolicznej ludności kościół znacznie powiększono i odrestaurowano.
6 września 2009 w Świętym Miejscu z okazji 70. rocznicy śmierci Aleksandra Kakowskiego, minionej w 2008 roku oraz 90-lecia wyniesienia go do godności kardynalskiej gościł prymas Polski Kardynał Józef Glemp.

## Duszpasterze parafii Święte Miejsce
Z biegiem czasu, gdy ludność parafii przasnyskiej się powiększyła, zaistniała potrzeba utworzenia nowej parafii w Świętym Miejscu. O utworzenie nowej parafii szczególnie zabiegała społeczność wsi Lipa, Krępa Stara i Dębiny. 12 września 1908 r. biskup płocki Apolinary Wnukowski powołał samodzielną parafię, której patronem został św. Stanisław Biskup Męczennik, a kościołem parafialnym dotychczasowa kaplica pod wezwaniem Narodzenia Najświętszej Marii Panny. Nowa parafia liczyła wówczas 1400 osób.
- Pierwszym proboszczem został ks.Stanisław Brudziński(1908–1920), który pobudował plebanię, organistówkę i wszystkie budynki gospodarcze. Drewno na plebanię, która była budowana w latach 1910–1911, podarował Książę Czartoryski z Krasnego.

W czasie pierwszej wojny światowej w plebanii kwaterował przez kilka tygodni sztab wojskowy. Cmentarz parafialny został założony niedługo po powstaniu parafii. Aby uniknąć represji ze strony władz carskich, proboszcz wyjechał na kilka dni z parafii; w tym czasie ludzie sami okopali teren przeznaczony na cmentarz; teren ten ogrodził następny proboszcz ks. Stanisław Najmoła. Za czasów duszpasterzowania ks. Brudzińskiego z ofiar Doroty, Tomasza, Władysława i Bronisława Kobylskich została ufundowana piękna ambona. W czasie pierwszej wojny światowej kościół sporo ucierpiał, gdyż cały wschodni szczyt świątyni pocięty został kulami, a jedna z nich raniła nawet obraz Matki Boskiej
- Drugim z kolei proboszczem Świętego Miejsca, pracującym tam prawie 19 lat był ks.Stanisław Najmoła (1920–1939).
- W czasie drugiej wojny światowej duszpasterzował w Świętym Miejscu ks. Jan Radomski. Kościół przez cały czas okupacji był otwarty, odprawiane były nabożeństwa a lud okoliczny, w różny sposób represjonowany, to mimo tego szczęśliwie przetrwał ten straszliwy czas. Sam budynek kościelny doznał uszkodzeń od strony zachodniej, gdyż przy kościele padła bomba i zniszczyła część szczytu.
- Po zakończeniu działań wojennych proboszczem został ks.Stanisław Kowalczyk. Wraz z parafianami przystąpił do remontu kościoła. Powiększył o 6 m prezbiterium oraz przerobił sufit na sklepienie beczkowe.
- Od 1957 r. nowym proboszczem został ks. Edward Czajkowski, kontynuował prace swego poprzednika; między innymi kościół został pomalowany, a ołtarze bogato wyzłocone. W 1963 r. sprawiono też artystyczne wykonane pancerne tabernakulum do głównego ołtarza.
- w 1966 r. parafię objął ks. Ksawery Archutowski. Kapłan ten więcej czasu i uwagi poświęcił sprawom duszpasterskim. Starał się rozbudzić wśród parafian nabożeństwo do Serca Pana Jezusa poprzez praktykę pierwszych piątków. Do spraw gospodarczych wykonanych w tym samym czasie należało pomalowanie kościoła na zewnątrz farbą, która zabezpieczała go przed działaniami atmosferycznymi oraz uzupełnienie ogrodzenia zabudowań plebańskich.

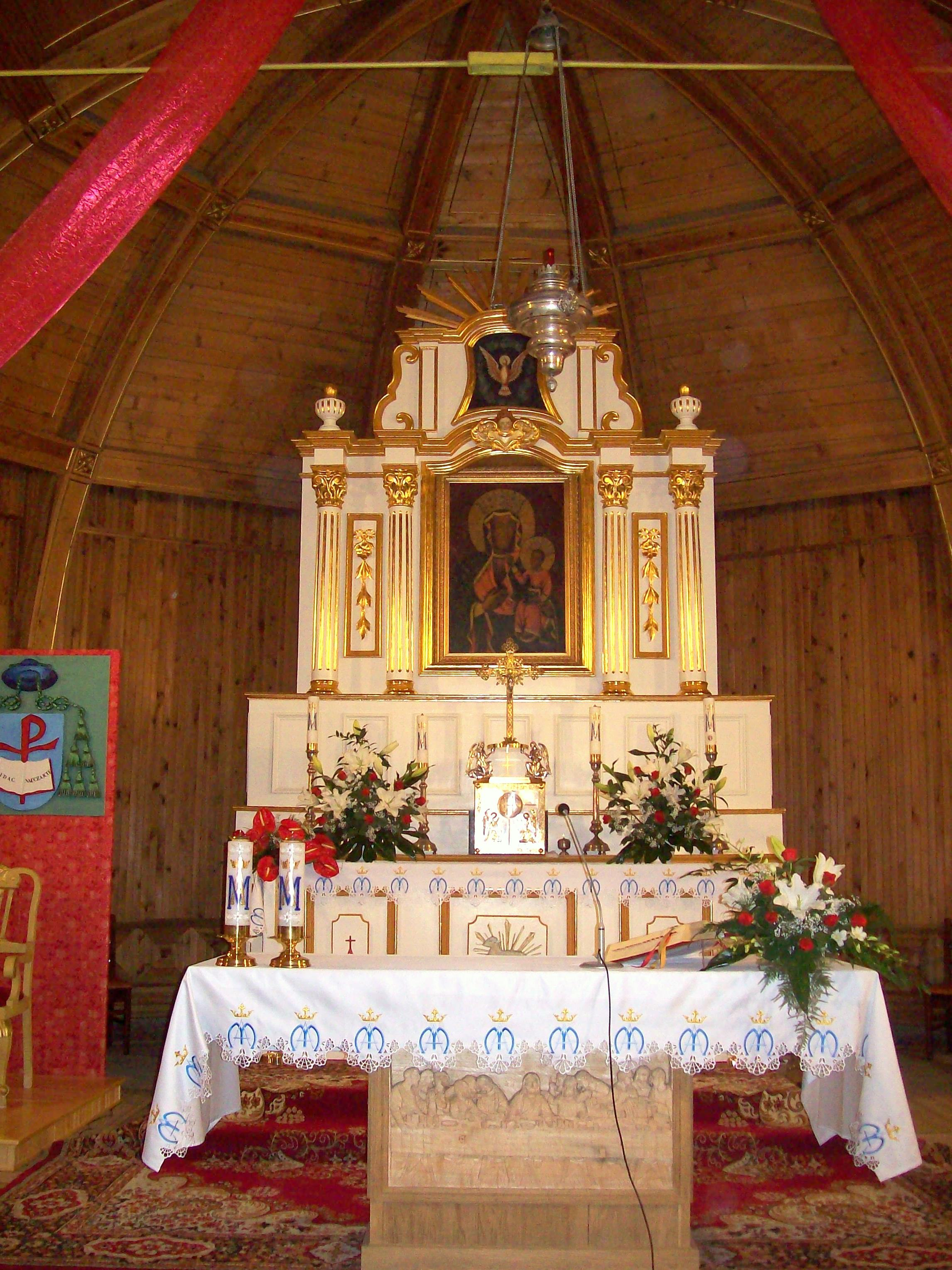
Ołtarz główny

- W 1977 r. parafię w Świętym Miejscu objął ks. Jan Pakieła, który w 1980 r. przeprowadził kapitalny remont kościoła. Polegał on na tym, że cały budynek został podniesiony o 80 cm. i ustawiony na kamiennym fundamencie. Zmieniono oszalowanie zewnętrzne, wymieniono całą więźbę dachową łącznie z wieżą, a wewnątrz dano nowy bardzo gustowny wystrój w drewnie. Kościół został pokryty blachą ocynkowaną. W 1981 r. wyremontowano organy, przeprowadzono całkowitą elektryfikację, radiofonizację oraz usprawniono instalację alarmową. Odnowiono zabytkowe obrazy oraz sprawiono w 1983 r. 30 nowych ławek dębowych. Dużym osiągnięciem proboszcza i parafian było zbudowanie pięknej murowanej plebanii, ukończonej w 1982 r. W tym samym czasie rozpoczęto budowę kościoła filialnego pod wezwaniem św. Maksymiliana w Lipie. W 1983 r. zostały pobudowane wokół kościoła stacje różańcowe z obrazami. W latach 90. została wzniesiona nowa drewniana dzwonnica. Zostało także wymienione ogrodzenie wokół kościoła, oraz wokół cmentarza grzebalnego.Ołtarz główny Na placu przykościelnym w 2002 r. pobudowano z kamienia polnego stacje drogi krzyżowej. Wyłożono przy kościele, cmentarzu i plebanii kostkę brukową. Zamontowano w kościele promienniki słoneczne w celu ogrzewania kościoła i zamontowano instalację alarmową na wypadek pożaru i włamania.
- Od 1 września 2007 do 31 maja 2015 duszpasterzem w Świętym Miejscu był ks. Marek Makowski, który wymienił nagłośnienie w kościele, wyremontował pomieszczenie pod ołtarzem, które ma stanowić zakrystię. Rozpoczął i zakończył remont kapitalny zabytkowych organów piszczałkowych z 1904 r., ołtarza głównego i Krucyfiksu zabytkowego. Ponadto zamontował w prezbiterium drewniane stellę, a także drewnianą belkę tęczową nad ołtarzem głównym Zainicjował uroczystości związane ze 100-leciem parafii.
- W latach 2011–2015 rezydentem w parafii był ks. kan. Mieczysław Ochtyra, były rektor Sanktuarium Bożego Miłosierdzia w Płocku.
- 1 czerwca 2015 parafię objął ks. Jacek Daszkowski.

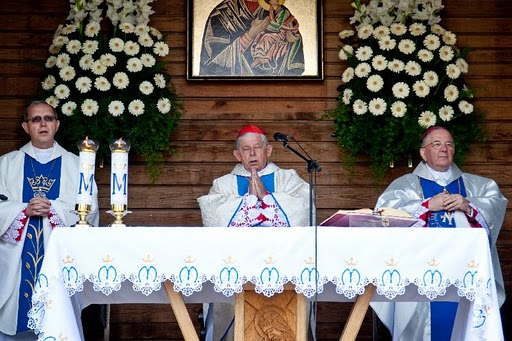
Prymas Józef Glemp sprawujący Eucharystię w Świętym Miejscu

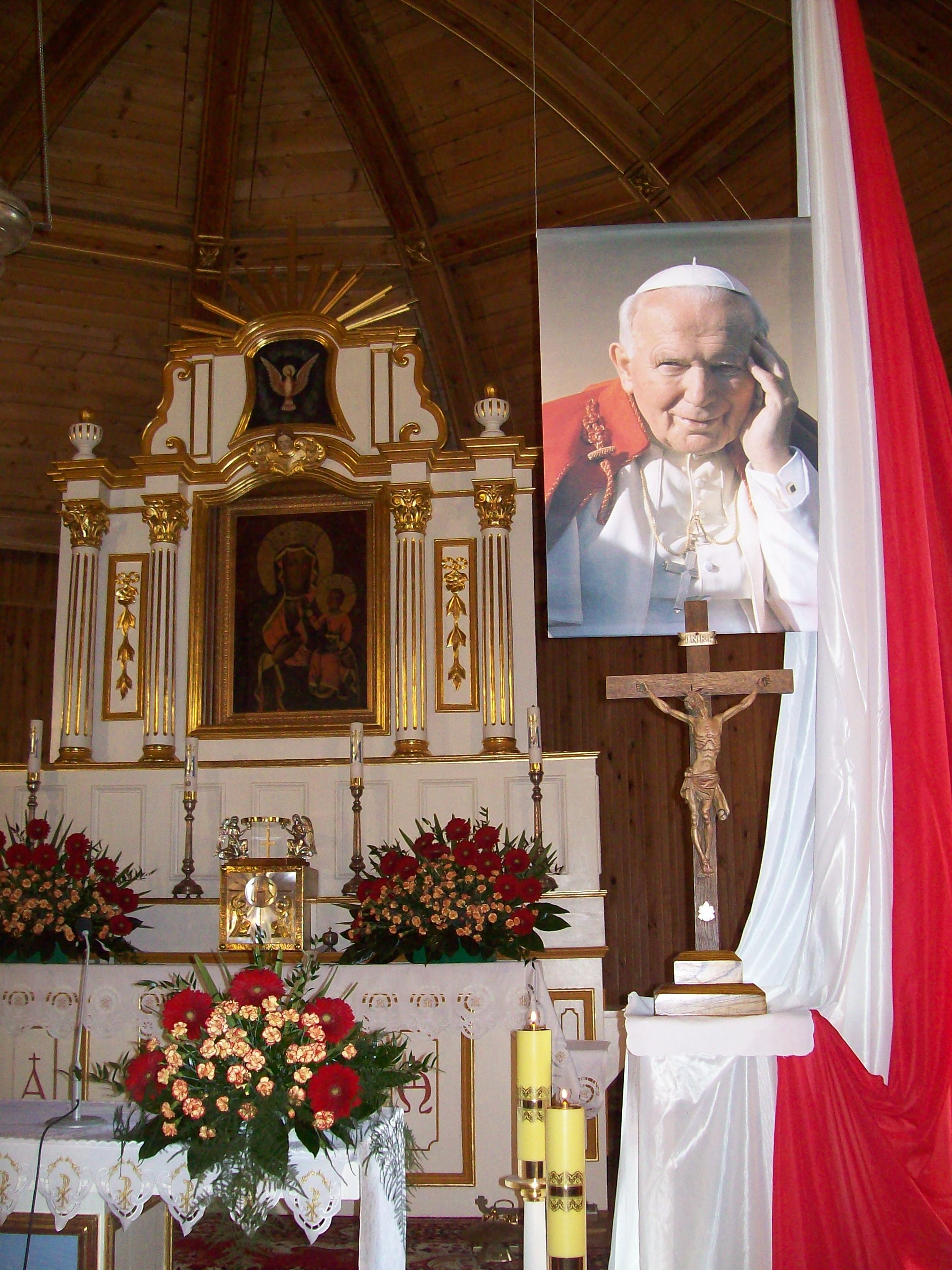
Krzyż Jana Pawła II w Świętym Miejscu

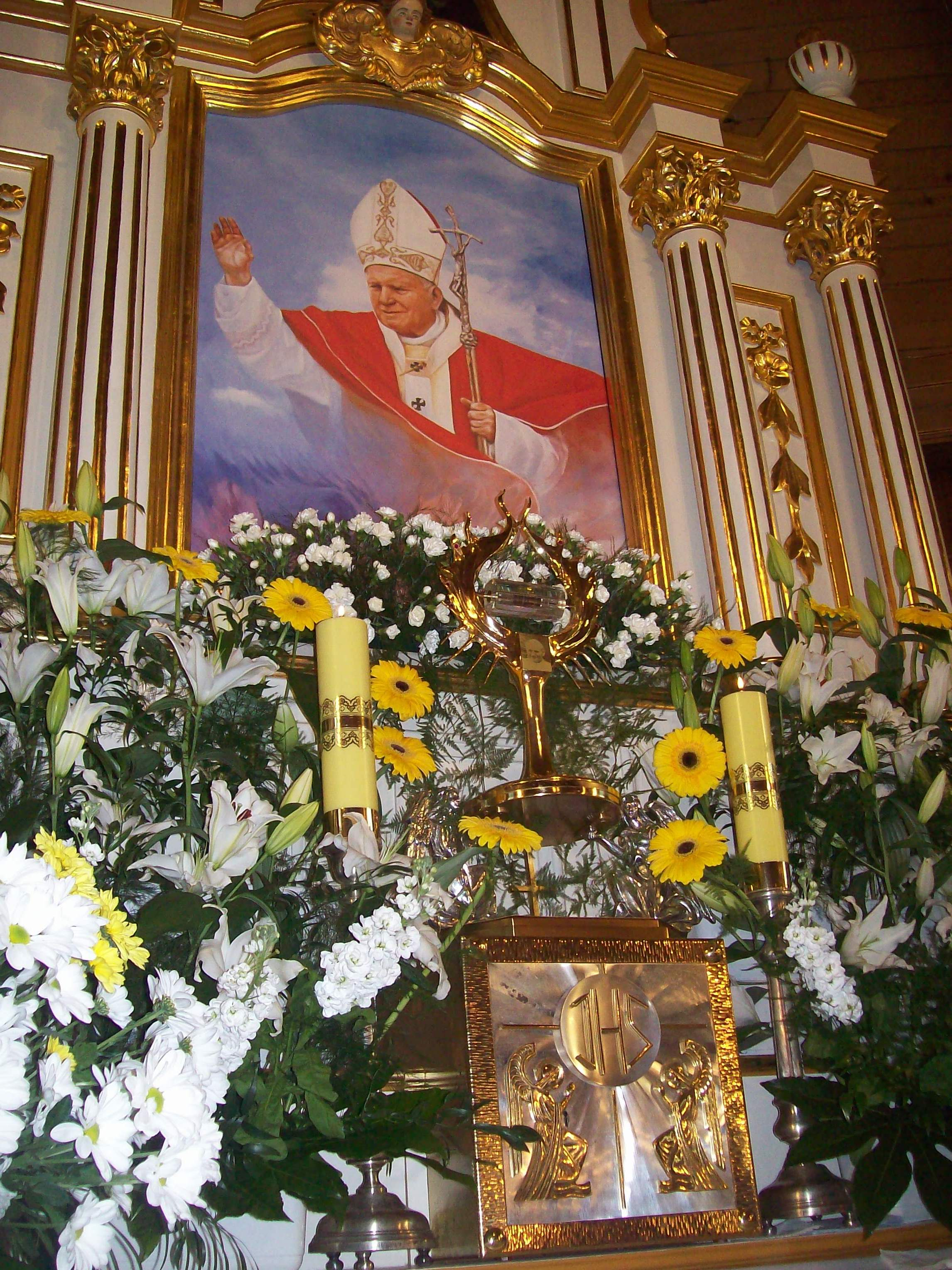
Relikwie Krwi Jana Pawła II w Świętym Miejscu